# Phyllacanthus
Phyllacanthus es un género de plantas con flores de la familia de las rubiáceas. Incluye la especie: Phyllacanthus grisebachianus Hook.f. (1871) entre otras.
Es nativo de Cuba.

## Taxonomía
Phyllacanthus grisebachianus fue descrita por Joseph Dalton Hooker y publicado en Icones Plantarum 11: 77, en el año 1871.
Sinonimia
- Catesbaea phyllacantha Griseb.[4]